# Antispastis
Antispastis é um gênero de mariposa pertencente à família Acrolepiidae.